# Ізюмський Володимир Миколайович
Володи́мир Микола́йович Ізю́мський — старший лейтенант Збройних сил України.
Станом на серпень 2015-го — командир механізованого взводу 93-ї окремої бригади. Під час бойових дій за Невельське 3 серпня 2015-го зазнав поранення

## Нагороди
За особисту мужність і високий професіоналізм, виявлені у захисті державного суверенітету та територіальної цілісності України, вірність військовій присязі нагороджений орденом Богдана Хмельницького III ступеня (6.1.2016).